# ویربالیس
ویربالیس (به روسی: Черныше́вское) در لیتوانی با جمعیت ۱٬۳۱۴ نفر است که در suvalkija واقع شده‌است.